# Gnome et Rhône

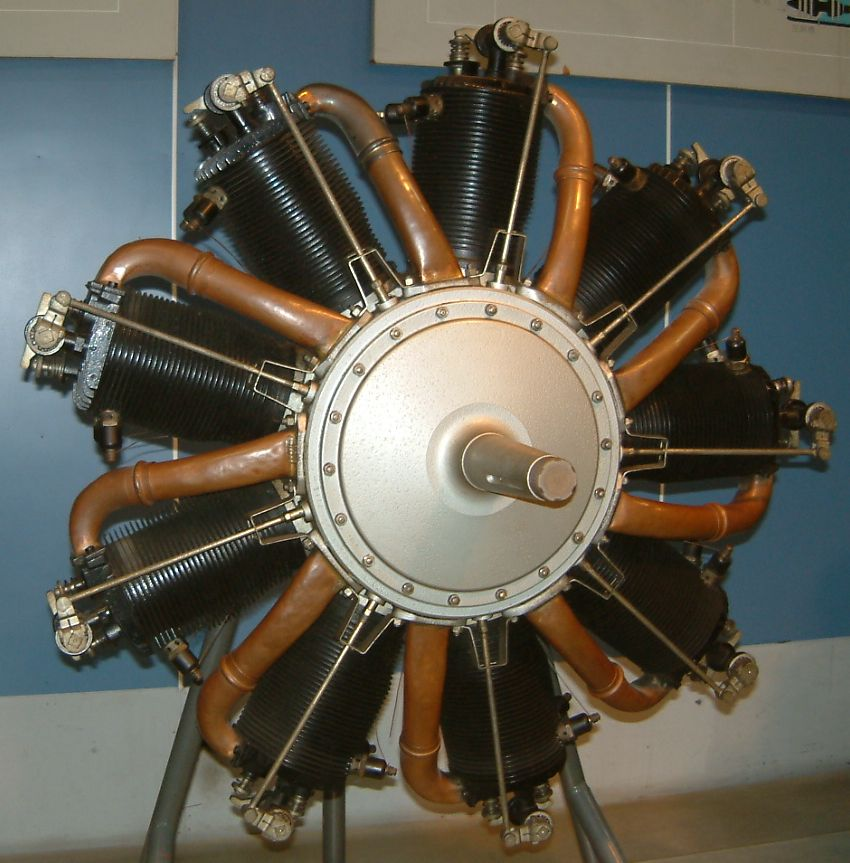
Le Rhône 9C.

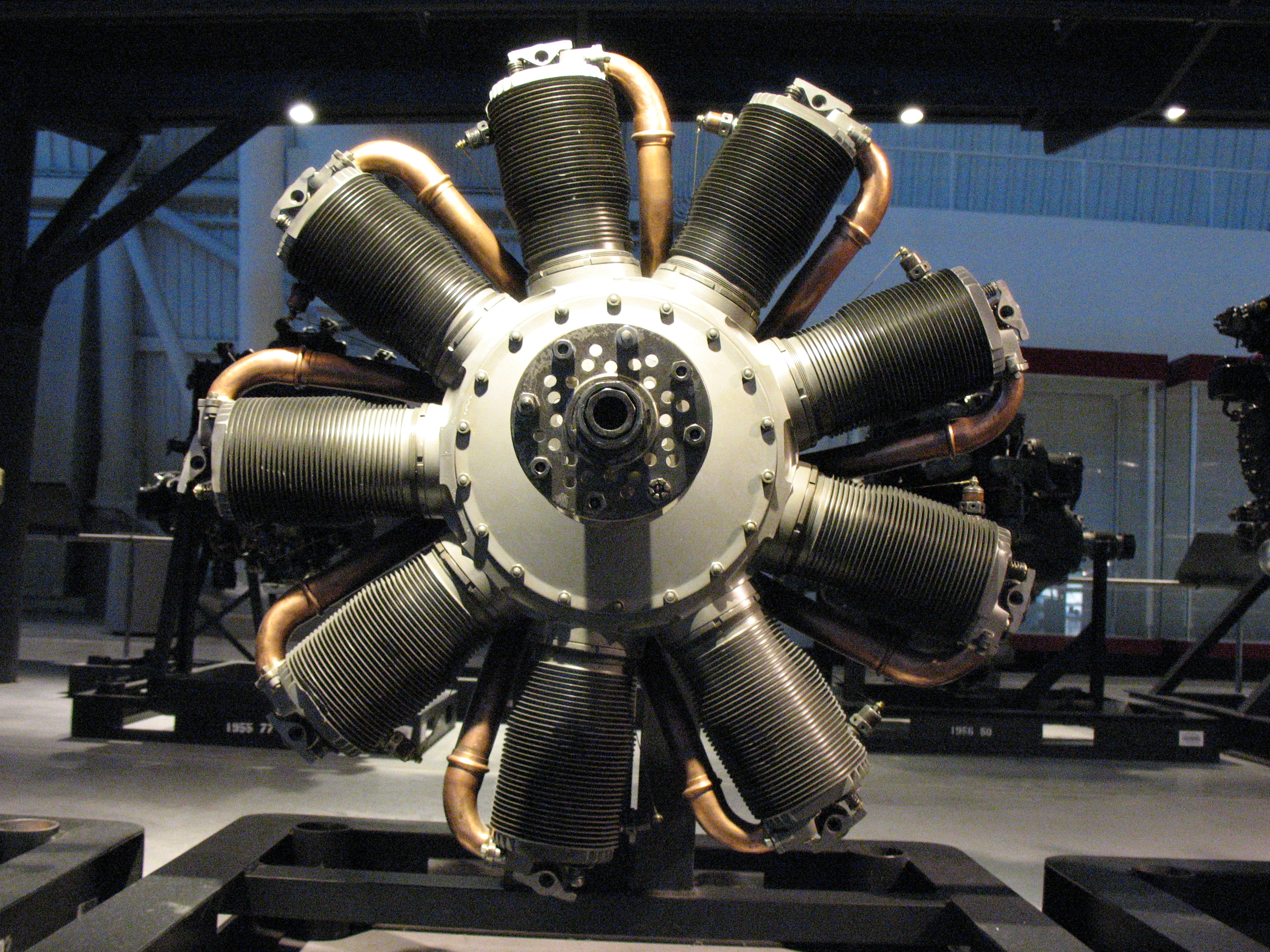
Vista general del Le Rhône 9J.

Gnome et Rhône fue el mayor fabricante francés de motores de aviación. Entre 1914 y 1918 produjeron 25.000 unidades de sus diseños de motores rotatorios Delta de 9 cilindros y Le Rhône 110 hp (81 kW), mientras que otros 75.000 fueron producidos por varios licenciatarios, equipando a la mayoría de los aviones de la primera mitad de la guerra en ambos lados del conflicto. Durante la posguerra comenzaron una serie de nuevo diseño originalmente basada en el Bristol Jupiter, pero evolucionando al excelente motor radial Gnome-Rhône 14K de la gama de los 1000 hp (750 kW). Fue fabricado bajo licencia y utilizado alrededor del mundo durante la Segunda Guerra Mundial. La firma fue nacionalizada integrando el SNECMA en 1949, pero la marca permaneció como fabricantes de motocicletas.

## Comienzos y Primera Guerra Mundial

### Gnome
En 1900, el ingeniero francés de 26 años Louis Seguin compró una licencia para el motor de gasolina Gnom a la firma alemana Motorenfabrik Oberursel. Vendidos con el nombre traducido al francés, el Gnome («gnomo») era un motor monocilíndrico estacionario de alrededor de 3 kW (4 cv) que funcionaba con keroseno (conocido en el Reino Unido y Sudáfrica como parafina), destinado a usarse en aplicaciones industriales. El Gnome usaba un sistema único en el cual solamente la válvula de escape era operada mediante leva y botador, y la válvula de admisión se encontraba «oculta» en la cabeza de cilindro.
El 6 de junio de 1905 Louis Seguin y su hermano Laurent fundaron la Société des Moteurs Gnôme para producir motores para automóviles. Pronto comenzaron el diseño del primer motor para aviación, combinando varios cilindros Gnome para formar un motor rotativo. El diseño vio la luz en la primavera de 1909 como el Gnome Omega de 7 cilindros rotatorio, desarrollando 37 kW (50 cv) y un peso de 75 kg. Más de 1700 de estos motores fueron construidos en Francia, junto con las licencias para producirlos en Alemania, Suecia, Gran Bretaña, Estados Unidos y Rusia. El Gnome equipó el avión Farman III, de Henri Farman, con el cual se obtuvieron récords de duración y distancia, así como también al primer avión que superó los 100 km/h, convirtiendo a Francia en el líder de la aviación.
Todos los Gnome fueron conocidos por su sistema único de conducir el combustible a los cilindros sin utilizar conductos. Los primeros modelos usaban dos válvulas, una en la cabeza del cilindro, y la segunda integrada al propio pistón, con un contrapeso para abrir al final del recorrido. Sin resortes o botadores, la válvula se abría al descender, permitiendo al combustible ingresar desde el cárter. Desafortunadamente, era complicado de mantener, obligando a desarmar el cilindro completo para realizar reparaciones o revisiones. Para mejorar el mantenimiento y la fiabilidad, los modelos posteriores usaban en su lugar el sistema Monosoupape (monoválvula), con sólo una válvula, la de escape en la cabeza de cilindro, y una serie de lumbreras en el cilindro que permitían que entrase la mezcla combustible cuando el pistón bajaba lo suficiente.
El diseño básico del Gnome fue evolucionando a una serie de motores más grandes. El Gnome Lambda de 1911 era una versión del Omega, pero con la potencia incrementada a 60 kW (80 cv), seguido por el Gnome Delta de 9 cilindros, también llamado Gnome Monosoupape (el primero en utilizar el nuevo diseño), de 100 cv en 1914. Gnome intentó también con una versión en doble estrella de 14 cilindros, el Doble Lambda de 120 kW (160 cv), pero tuvo poco uso, a pesar de que fue copiado en Alemania por Oberursel como el U.III y usado en algunos de los primeros cazas Fokker sin éxito. Para aumentar la potencia con la llegada de los motores en línea al final de la guerra, se diseñó un Monosoupape de 9 cilindros completamente nuevo, el cual apareció en 1918 como el Tipo N, entregando 160 cv. Fue usado en el poco conocido pero excelente Nieuport 28.

### Le Rhône
Otro ingeniero francés, Louis Verdet, diseño su propio motor rotativo en 1910, que no tuvo mucho uso. En 1912 diseñó un motor más grande de 7 cilindros, el 7C, el cual entregaba 70 cv con un peso de 90 kg. Éste resultó mucho más popular, y entonces Verdet fundó Société des Moteurs Le Rhône ese mismo año. Pronto lo siguió el Le Rhône 9C, más grande, un diseño de 9 cilindros que desarrollaba 60 kW (80 cv). Comparado con el Gnome, el Le Rhône era considerablemente más «convencional», usando conductos de cobre para conducir la mezcla aire/combustible a los cilindros, junto con válvulas de admisión y escape. Al igual que el Gnome, los diseños de Le Rhône fueron ampliamente fabricados bajo licencia; en el caso del 9C fue producido en Alemania (por Oberursel, donde las copias de los motores Le Rhone recibían un «Ur.» como prefijo), Austria, Gran Bretaña y Suecia.

### Gnome et Rhône
Después de varios años de feroz competencia, Gnôme y Le Rhône decidieron fusionarse. Las negociaciones se iniciaron en 1914, y el 12 de enero de 1915, Gnôme compró la Le Rhône para formar la Société des Moteurs Gnome et Rhône. Los desarrollos del 9C continuaron para convertirse en el producto principal, mejorando la potencia hasta alrededor de 80 kW (110 cv) en el 9J al final de la guerra. La Serie 9 fue el principal motor en muchos de los diseños al inicio de la guerra, tanto en Francia como en Gran Bretaña, y también en Alemania en donde, irónicamente, Oberursel había adquirido una licencia justo antes de la guerra.

## Entreguerras

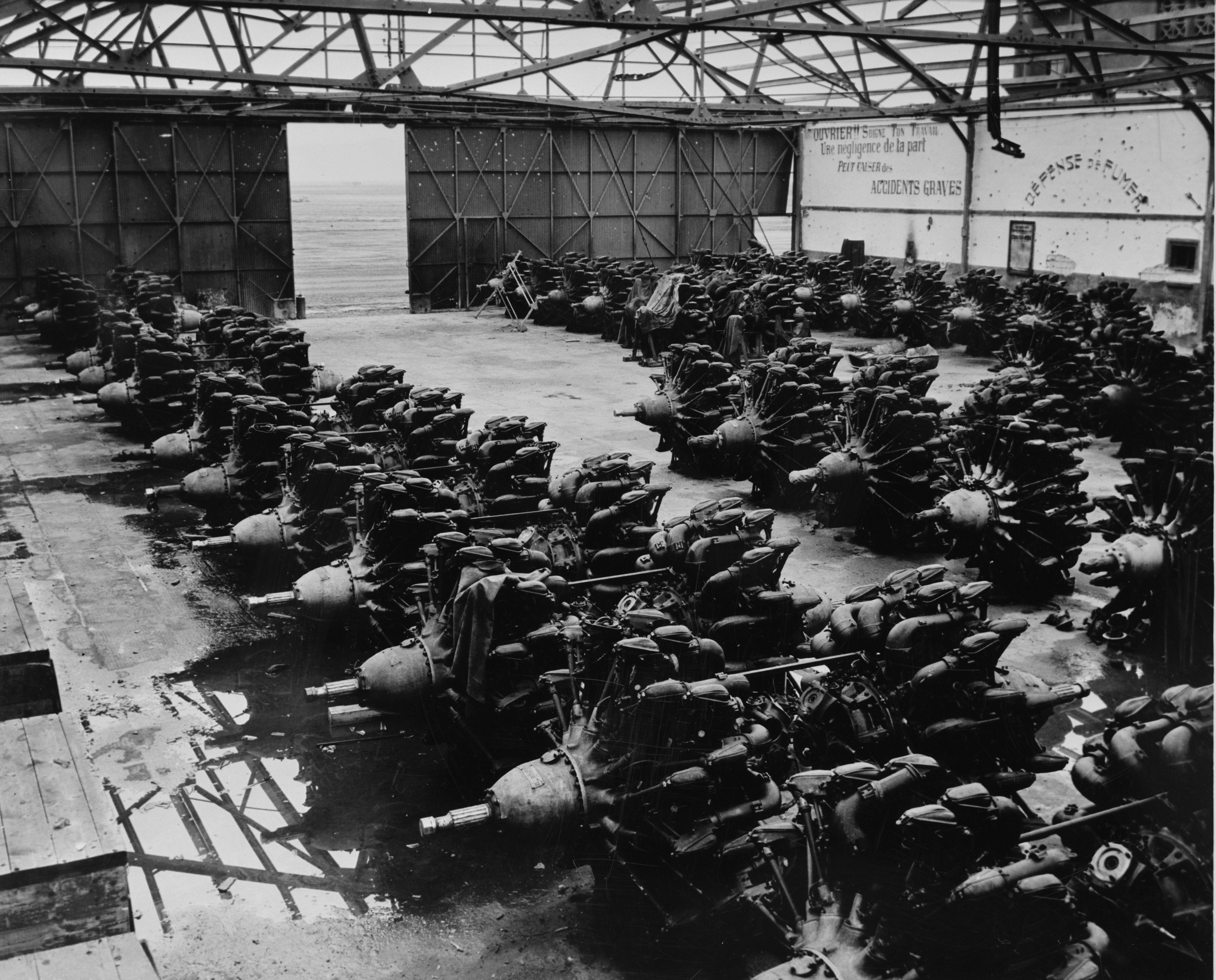
Gnome et Rhône

Con el fin de la guerra, la compañía se diversificó rápidamente, usando sus fábricas para producir chasis y motores para los automóviles Rolland-Pilain y Piccard-Pictet, junto con motores diésel Ansaldo, heladeras, máquinas de coser, e incluso martillos neumáticos. En 1920 se introdujo la primera motocicleta de la firma, conocida simplemente como la Gnome et Rhône 500 cc. Varios modelos fueron producidos hasta principios de los '50, anunciadas simplemente como "Gnome Rhone", sin acentos.
Para 1920 sus motores rotativos ya no eran competitivos, y no tenían nuevos diseños propios. En 1921 adquirieron una licencia del Bristol Jupiter, que estaba en proceso de convertirse en el Gnome de su época. En 1922, Paul-Louis Weiller, un as de la Primera Guerra Mundial, se hizo cargo de la empresa y decidió centrarse en los motores de avión una vez más. Sus diseños del Jupiter, el 9A, pronto se vendieron exitosamente. En 1926 adquirió una licencia del más pequeño Bristol Titan de 5 cilindros, y la licencia de una caja reductora tipo Farman usada por Gnôme.
No satisfecho con producir simplemente diseños de Bristol bajo licencia, Gnome inició un importante esfuerzo de diseño basándose en los mecanismos del Titan. Los resultados se introdujeron en 1927 como la serie K, que abarca el Gnome-Rhône 5K Titan de 190 kW (260 cv), la versión de 7 cilindros y 270 kW (370 cv), el Gnome-Rhône 7K Titan Major, y el Gnome-Rhône 9K Mistral de 9 cilindros y 405 kW (550 cv). Todos estos motores se produjeron en varias versiones mejoradas, denominadas con un código de 3 letras; la primera letra era el número de serie (A a F, por ejemplo), la segunda una R o L dependiendo del sentido de giro del motor, y la tercera indicaba la carga del sistema. Con la introducción de la Serie K, Gnome dejó de pagar regalías a la Bristol. Para 1930 habían entregado 6.000 motores Jupiter, Mistral y Titan, convirtiéndose en la compañía de motores más grande de Francia.
Sin embargo, los 405 kW (550 cv) del Mistral ya no eran suficientes para una industria que evolucionaba rápidamente. Para desarrollar más potencia, Gnome volvió a utilizar el sistema de doble estrella, usando dos bancos de 7 cilindros desarrolló el Gnome-Rhône 14K Mistral Major de 460 kW (625 cv) en 1929. El nuevo motor fue un éxito inmediato. Para 1933 el 14Kfrs había mejorado la potencia a 750 kW (1.025 cv) usando un supercargador mejorado (junto con mejoras similares en el Mistral, ahora de 570 kW o 770 cv); se vendieron licencias de este motor en todo el mundo.
Dejando la idea de tener muchos motores en una sola "Serie K", Gnome continuó trabajando con el diseño mecánico básico para producir el Gnome-Rhône 18L de 1030 kW (1400 cv) de 18 cilindros en doble estrella. Su relación peso/potencia no era muy buena, y el desarrollo se detuvo en 1939. Un motor más pequeño, el Gnome-Rhône 14M Mars fue introducido para reemplazar a los primeros Mistral de la Serie K, destacándose por su área frontal extremadamente pequeña, siendo el motor más potente para su tamaño que cualquier otro de la época. Fue usado especialmente en la familia de aviones Potez 630/631.
En 1936 la serie 14K fue reemplazada por el Gnome-Rhône 14N desarrollando 810 kW (1.100 cv) siendo un motor más pesado, pero con una mejor relación peso/potencia. A partir del N se introdujo una nueva nomenclatura que reemplazaba a la anterior, sustituyendo las letras por números; los motores que giraban a la izquierda con números pares, y los que giraban a la derecha con números pares. El 14N-0/1 original, fue producido en varias versiones, la 14N-10/11 se utilizó en el bombardero Bloch M.B.210, el 14N-25 se usó en los primeros ejemplares del caza Bloch MB.152, y el 14N-49 en los últimos MB.152 así como también en los LeO 451 y Amiot 351. La Serie N finalmente finalizó con el 14N-50/51, que entregaba 890 kW (1.210 cv) en el despegue. La 14N no fue ampliamente licenciada, la guerra se acercaba y el gobierno francés se volvió cuidadoso en otorgar licencias a posibles enemigos.
La serie 14N fue reemplazada con la última evolución de pre-guerra, el Gnome-Rhône 14R. El primero, introducido en 1939, el 14R-4/5, producía 950 kW (1.291 cv) al despegue y era sólo un poco más pesado que el 14N. Para 1940 el 14R-8/9 mejorado entregaba 1.161 kW (1.578 cv), al incrementar las RPM de 2.400 a 2.600. Aunque era una buena cifra para la época, estaba superada por los diseños alemanes y británicos, que se acercaban a los 1.500 kW (2.000 cv).
Con la caída de Francia en 1940, se le encargó a Gnome et Rhône producir el BMW 801 bajo licencia, mientras que el 14M vio un uso limitado en algunos diseños alemanes. La empresa tuvo una producción muy baja, construyendo sólo 8.500 motores en mayo de 1944, cuando la producción alemana se estimó en unos 25.000 ejemplares. Ese mes, un bombardeo masivo de EE. UU. destruyó completamente las fábricas de Gennevilliers.
Al final de la guerra, la compañía no estaba en condiciones de continuar en el mercado de los motores de aviación, a pesar de haber recibido un pequeño contrato para producir tanques M4 Sherman para el Ejército Francés. Para salvar la compañía, fue nacionalizada el 29 de mayo de 1945, creando la Société Nationale d'Etude et de Construction de Moteurs d'Aviation (SNECMA), produciendo el 14N, 14R y el nuevo 14U.

## Versiones y desarrollos bajo licencia
El 14K fue uno de los motores más populares de su época, siendo ampliamente utilizado alrededor del mundo. En Polonia fue utilizado en la variante de exportación de los cazas, siendo el más notable el PZL P.24. En Rumania fue usado para motorizar varios cazas diseñados por PZL, convirtiéndose finalmente en el motor principal del poco conocido pero interesante caza IAR 80. Isotta Fraschini y Piaggio de Italia adquirieron licencias, produciéndolos aquel como K.14 y  como P.XI respectivamente, siendo usados en varios diseños de pre-guerra, muchos de los cuales fueron exportados. Esto condujo a la firma húngara Manfred Weiss a adquirir una licencia, produciéndolos como el WM K-14, siendo usados para motorizar las versiones del caza Reggiane Re.2000, designadas MÁVAG Héja I / II , así como también el Weiss WM-21 Sólyom (halcón).
Una licencia particularmente importante fue la otorgada a Nakajima, que lo produjo como Sakae. El Sakae fue uno de los motores japoneses más populares, motorizando al caza Mitsubishi Zero así como también otros diseños.
La firma británica Alvis tuvo la licencia del 14K y del 18L, pero nunca entraron en producción antes del fin de la guerra. Sin embargo siguió desarrollándolo, lanzando el Alvis 501 Leonides de 9 cilindros y posteriormente el Alvis 701 Leonides Major de 14 cilindros. Fueron usados en algunos diseños de helicópteros de posguerra.
La Unión Soviética construyó bajo licencia el 9A (como M-22) y el 14K (como M-85).

## Motores

### I Guerra Mundial
- Gnome Omega
- Gnome Lambda
- Gnome Delta
- Gnome Lambda-Lambda
- Le Rhône 9C
- Le Rhône 9J
- Gnome 9N Monosoupape

### Entre guerras
- Gnome-Rhône 9A Jupiter
- Gnome-Rhône 5K Titan
- Gnome-Rhône 7K Titan Major
- Gnome-Rhône 9K Mistral
- Gnome-Rhône 14K Mistral Major
- Gnome-Rhône 18L

### Segunda Guerra Mundial
- Gnome-Rhône 14M Mars
- Gnome-Rhône 14N
- Gnome-Rhône 14R